# Пителинское городское поселение
Пите́линское городско́е поселе́ние — муниципальное образование в Пителинском районе Рязанской области России.
Административный центр и единственный населённый пункт — пгт Пителино.

## История
Административное устройство и границы городского поселения определяются законом Рязанской области от 07.10.2004 N 88-ОЗ.

## Население
| 2009  | 2010  | 2012  | 2013  | 2014  | 2015  | 2016  | 2017  | 2018  |
| ----- | ----- | ----- | ----- | ----- | ----- | ----- | ----- | ----- |
| 2282  | ↘2257 | ↘2205 | ↘2162 | ↘2106 | ↘2094 | ↘2066 | ↘2043 | ↘2007 |
| 2019  | 2020  | 2021  | 2023  | 2023  |       |       |       |       |
| ↘1986 | ↘1925 | ↗1931 | ↘1907 | →1907 |       |       |       |       |

## Местное самоуправление
Главы городкого поселения
- до 2023 года — Пётр Анатольевич Михайлин[15]
- с 2023 года — Николай Владимирович Кузин